# كركول الدروز
كركول الدروز هي منطقة من مناطق مدينة بيروت العاصمة اللبنانية.

## التسمية
من المعروف أن الدروز أقاموا في المنطقة منذ أيام العثمانيين وذلك لوجود مركز ديني لهم في المنطقة. وكلمة «كركول» في اللهجة اللبنانية تعني مركز شرطة وهي كلمة أخذت عن التركية. يقال أن اسم المنطقة يعود إلى قيام الدروز بإنشاء مركز للشرطة في المنطقة التي سكنوها، بينما يرجع أخرون التسمية إلى منزل أقامه الدروز لفض الإشكالات.

## مشاهير سكنوا المنطقة
- نظيرة زين الدين